# 埃南库尔勒塞克
埃南库尔勒塞克（法語：Énencourt-le-Sec，法語發音：[enɑ̃kuʁ lə sɛk]）是法国瓦兹省的一个旧市镇，属于博韦区。

## 地理
埃南库尔勒塞克（49°17'52"N, 1°55'20"E）面积5.99 平方千米，位于法国上法蘭西大區瓦兹省，该省份为法国北部内陆省份，北起索姆省，西接厄尔省和滨海塞纳省，南至塞纳-马恩省和瓦兹河谷省，东临埃纳省。
与埃南库尔勒塞克接壤的市镇（或旧市镇、城区）包括：布瓦西勒布瓦、韦克桑地区肖蒙、韦克桑地区阿尔迪维莱尔、蒂比维莱尔。
埃南库尔勒塞克的时区为UTC+01:00、UTC+02:00（夏令时）。

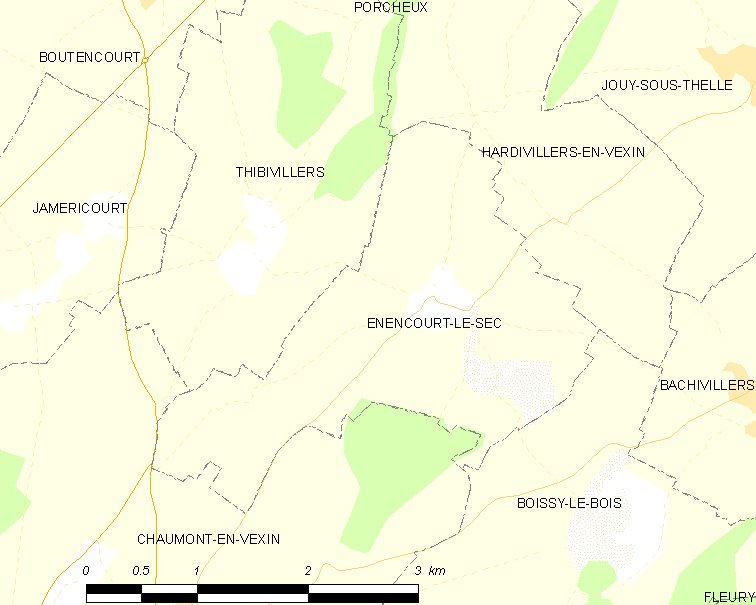
埃南库尔勒塞克的OSM定位图

## 行政
埃南库尔勒塞克的邮政编码为60240，INSEE市镇编码为60209。

## 政治
埃南库尔勒塞克所属的省级选区为韦克桑地区肖蒙县。

## 人口

1962-2008年间埃南库尔勒塞克人口变化图示

埃南库尔勒塞克于2018年1月1日时的人口数量为185人。